# لیک زوریک (ایلینوی)
لیک زوریک (به انگلیسی: Lake Zurich) یک روستا در ایالات متحده آمریکا است که در Ela Township واقع شده‌است. لیک زوریک ۱۸٫۸۹ کیلومتر مربع مساحت و ۱۹٬۶۳۱ نفر جمعیت دارد و ۲۵۹٫۰۸ متر بالاتر از سطح دریا واقع شده‌است.

## خواهرخوانده
شهر نیتناو خواهرخواندهٔ لیک زوریک، ایلینوی هست.